# Steinn mjögsiglandi Vígbjóðsson
Steinn mjögsiglandi Vígbjóðsson (apodado Steinn el gran navegante, n. 906), fue un vikingo y colono procedente de Balkarumi, Noruega que fundó un asentamiento en Breiðabólsstaður á Skógarströnd, Snæfellsnes en Islandia. Era hijo de Vigbjóður Böðmóðsson (n. 870) un personaje citado en la saga de Grettir, y nieto de Boðmóður Þorbjörnsson (n. 840) un personaje de la saga Þorskfirðinga. Se casó con Ósk Þorsteinsdóttir (n. 915), hija de Þorsteinn Hallsteinsson, y de esa relación tuvieron tres hijos: Þorhaddur (n. 942), Þorsteinn (n. 946) y Þorgestur Steinsson.